# Герб Недригайлівського району
Герб Недрига́йлівського райо́ну — офіційний символ Недригайлівського району Сумської області, затверджений 29 травня 2001 року на двадцятій сесії Недригайлівської районної ради двадцять третього скликання.

## Опис
Гербовий щит має форму чотирикутника із загостренням в основі. Щит пересічений на синє і жовте поля, має білу кайму. Синій колір разом із білим здавна є традиційними кольорами Сумщини.
Силует пам'ятника мамонтові у верхній частині герба — символ далекої минувшини посульского краю, унікальності його історичних пам'ятників.
Золоті колоски довкола силуету пам'ятника символізують землеробство — основне заняття жителів району з найдавніших часів — і вказують на основні риси характеру: працьовитість, гостинність, любов до рідної землі.
Сливи на жовтім полі в нижній частині герба є запозиченим елементом з історичного герба Недригайлова 1781 року. Вони символізують природні особливості і багатство цих земель і є елементом наступності, спадковості геральдичних традицій краю.
Перевага синьо-жовтих кольорів указує на те, що район є невід'ємною частиною держави Україна.